# ドラゴンボールZ バーストリミット オリジナルサウンドトラック
『ドラゴンボールZ バーストリミット オリジナルサウンドトラック』は、プレイステーション3、Xbox 360ゲーム『ドラゴンボールZ バーストリミット』のサウンドトラック。2008年8月27日にランティスから発売された。

## 概要
- プレイステーション3、Xbox 360ゲーム『ドラゴンボールZ バーストリミット』のサウンドトラック。
- BGMは全て山本健司により作曲され、CDジャケットには、孫悟空、フリーザ、セルが描かれている。

## 収録曲
1. 奇跡の炎よ 燃え上がれ!!（GAME OP size)
歌：影山ヒロノブ
作詞：森由里子 / 作曲：Kenz・cAnON / 編曲：Kenz
プレイステーション3・Xbox 360ゲーム『ドラゴンボールZ バーストリミット』主題歌
2. Sizzle Dizzle
3. Raging Evil
4. Festa de Morado
5. 果てしなく赤い荒野
6. May I help you?
7. キャプテン・スリル
8. Unbreakable Mission
9. 破壊 ～Heartbeat of Battle Fields～
10. 絶体絶命 ～DEAD HEAD～
11. 青い嵐
12. Let's Fight!Fight!
13. 怒りを力に・・・
14. 天空都市
15. Naughty Pilgrims
16. Kaffein
17. Smoky September
18. 呪文
19. ΦtiNg☆dAnCE
20. Battleholic～孤高の狼～
21. 世界ノ果テニ笑ヒシ悪魔
22. シュウエン
23. 呼び醒まされた闘志
24. 最終血戦
25. 運命
26. Fight it Out
歌：影山ヒロノブ
作詞：cAnON / 作曲：Kenz・cAnON / 編曲：Kenz
『奇跡の炎よ 燃え上がれ!!』の英語バージョン